# Wahlkreis Palermo (Senato della Repubblica)
Der Wahlkreis Palermo ist seit 2020 ein Wahlkreis (italienisch collegio elettorale) für die Wahl des Senats.
Der Wahlkreis umfasst die Gemeinde Palermo, die bis 2020 in zwei Wahlkreise (Palermo – Resuttana – San Lorenzo und Palermo – Bagheria) unterteilt war, sowie die Gemeinden Altofonte, Belmonte Mezzagno, Capaci, Carini, Cinisi, Ficarazzi, Isola delle Femmine, Misilmeri, Terrasini, Torretta, Ustica und Villabate.

## Wahlergebnisse
| Wahlkreise – Senato della Repubblica – Autonome Region Sizilien | Wahlkreise – Senato della Repubblica – Autonome Region Sizilien | Wahlkreise – Senato della Repubblica – Autonome Region Sizilien |
| Provinz                                                         | Provinz                                                         | Gemeinden nach Provinzen ⮞ Wahlkreis                            |
| --------------------------------------------------------------- | --------------------------------------------------------------- | --------------------------------------------------------------- |
|                                                                 | Metropolitanstadt Catania (58 Gemeinden)                        | 43 ⮞ Wahlkreis Catania 15 ⮞ Wahlkreis Syrakus                   |
|                                                                 | Metropolitanstadt Messina (108 Gemeinden)                       | alle ⮞ Wahlkreis Messina                                        |
|                                                                 | Metropolitanstadt Palermo (82 Gemeinden)                        | 13 ⮞ Wahlkreis Palermo 69 ⮞ Wahlkreis Marsala                   |
|                                                                 | Provinz Agrigent (43 Gemeinden)                                 | alle ⮞ Wahlkreis Agrigent                                       |
|                                                                 | Provinz Caltanissetta (22 Gemeinden)                            | alle ⮞ Wahlkreis Agrigent                                       |
|                                                                 | Provinz Enna (20 Gemeinden)                                     | alle ⮞ Wahlkreis Messina                                        |
|                                                                 | Provinz Ragusa (12 Gemeinden)                                   | alle ⮞ Wahlkreis Syrakus                                        |
|                                                                 | Provinz Syrakus (21 Gemeinden)                                  | alle ⮞ Wahlkreis Syrakus                                        |
|                                                                 | Provinz Trapani (24 Gemeinden)                                  | alle ⮞ Wahlkreis Trapani                                        |

### Parlamentswahl 2022
| Kandidaten                          | Kandidaten                | Stimmen | %    | Listen                                                  | Stimmen | %    |
| ----------------------------------- | ------------------------- | ------- | ---- | ------------------------------------------------------- | ------- | ---- |
|                                     | Dolores Bevilacquagewählt | 113.515 | 34,1 | Movimento 5 Stelle                                      | 113.515 | 34,1 |
|                                     | Mario Barbuto             | 106.120 | 31,8 | Fratelli d’Italia                                       | 57.540  | 17,3 |
| Forza Italia                        | Mario Barbuto             | 106.120 | 31,8 | 33.132                                                  | 9,9     |      |
| Lega per Salvini Premier            | Mario Barbuto             | 106.120 | 31,8 | 12.672                                                  | 3,8     |      |
| Noi Moderati                        | Mario Barbuto             | 106.120 | 31,8 | 2.776                                                   | 0,8     |      |
|                                     | Antonino Terminelli       | 61.312  | 18,4 | Partito Democratico – Italia Democratica e Progressista | 43.040  | 12,9 |
| Alleanza Verdi e Sinistra           | Antonino Terminelli       | 61.312  | 18,4 | 8.614                                                   | 2,6     |      |
| +Europa                             | Antonino Terminelli       | 61.312  | 18,4 | 7.370                                                   | 2,2     |      |
| Impegno Civico – Centro Democratico | Antonino Terminelli       | 61.312  | 18,4 | 2.288                                                   | 0,7     |      |
|                                     | Antonella Panzeca         | 22.540  | 6,8  | Sud chiama Nord                                         | 22.540  | 6,8  |
|                                     | Giuseppa Provino          | 17.365  | 5,2  | Azione – Italia Viva                                    | 17.365  | 5,2  |
|                                     | Riccardo Santangelo       | 4.299   | 1,3  | Italexit per l’Italia                                   | 4.299   | 1,3  |
|                                     | Andrea Oddo               | 3.789   | 1,1  | Italia Sovrana e Popolare                               | 3.789   | 1,1  |
|                                     | Giovanni Miniscalco       | 3.172   | 1,0  | Unione Popolare                                         | 3.172   | 1,0  |
|                                     | Alessandro Buonocunto     | 1.121   | 0,3  | Vita                                                    | 1.121   | 0,3  |
| Gesamt                              | Gesamt                    | 333.233 | 100  |                                                         | 333.233 | 100  |
|                                     |                           |         |      |                                                         |         |      |
| Ungültige Stimmen                   | Ungültige Stimmen         | 22.613  | 6,4  |                                                         |         |      |
| Wähler                              | Wähler                    | 355.846 | 54,8 |                                                         |         |      |
| Wahlberechtigte                     | Wahlberechtigte           | 649.072 |      |                                                         |         |      |
|                                     |                           |         |      |                                                         |         |      |
| Quelle: Innenministerium            |                           |         |      |                                                         |         |      |